# Šarūnas Bartas
Pour les articles homonymes, voir Bartas.
 (mars 2023).
Šarūnas Bartas (nom parfois transcrit : Sharunas Bartas), né le 16 août 1964 à Šiauliai en Lituanie soviétique, est un réalisateur lituanien.

## Biographie

### Formation
Dès l'adolescence, il réalise des courts-métrages documentaires et de fiction au sein d'un club amateur qu'il anime. 
Son premier projet ambitieux est Tofolaria, un documentaire d'inspiration ethnographique sur la vie d'un peuple en extinction, au fond d'une vallée de Sibérie. 
Ce film, réalisé avec Valdas Navasaitis, lui ouvre les portes de l'Institut national de la cinématographie de Moscou où il rencontre Katerina Golubeva, qui sera sa compagne et jouera dans ses trois premiers films. Son film de fin d'étude s'intitule En mémoire d'un jour passé, et brouille les frontières entre fiction et documentaire, cherchant à brosser un portrait spirituel et abstrait de Vilnius. 
De formation photographique, il est chef-opérateur sur la plupart de ses films.

### La production cinématographique:Studija Kinema
Pour pouvoir travailler dans son pays à une époque où le système soviétique s'effondre, Bartas crée un studio de cinéma Studija Kinema et devient producteur de ses propres films et d'une vingtaine de films d'autres réalisateurs. Une génération de cinéastes lituaniens profite de cette structure pour réaliser leurs premiers et seconds films. On peut alors à proprement parler d'une "esthétique Studija Kinema" pour l'ensemble de cette production (1992-1995), qui contribue à faire apparaître une nouvelle génération de cinéastes lituaniens, depuis largement reconnus (Audrius Stonys, Kristijonas Vildžiūnas, Valdas Navasaitis). 
Au sein de Studija Kinema, Bartas a également produit le film de Viatcheslav Amirkhanian Arseniy Tarkovskiy: Malyutka-zhizn, documentaire sur le poète russe Arseni Tarkovski, père du cinéaste Andreï Tarkovski.

### Carrière
Son premier long-métrage, Trois Jours, demande quatre années de réalisation et reçoit une mention spéciale de la FIPRESCI. Puis c'est Koridorius, avec l'acteur Eimuntas Necrosius présenté au festival de Berlin, rapidement repéré par la critique pour ses innovations formelles. Trois Jours et Koridorius font l'objet de rétrospectives organisées au cinéma L'Entrepôt à Paris, et par Jacques Déniel aux Rencontres Cinématographiques de Dunkerque. Léos Carax écrit alors plusieurs textes sur Sharunas Bartas. De même, la cinéaste Claire Denis le programmateur hollandais Rieks Hadders, l'italienne Tiziana Finzi et le critique Jean-Michel Frodon jouent un rôle essentiel dans la conquête d'une célébrité rapide au sein du public spécialisé. Bartas commence alors sa collaboration avec le producteur franco-portugais Paulo Branco, connu pour son importante filmographie dans le cinéma d'auteur. Dans le cadre de cette collaboration, Bartas réalisera 4 longs métrages : Few Of Us (1996) avec Katerina Golubeva, The House (1998) avec Alex Descas, Léos Carax et Valeria Bruni-Tedeschi, Freedom (2000), et Seven Invisible Men (2004).
Présenté à Cannes dans la section « Un Certain Regard », Few of Us marque la reconnaissance de Sharunas Bartas comme un des grands auteurs contemporains,,,. Depuis Few of Us (Festival de Cannes 1996), tous ses films ont été sélectionnés dans les festivals les plus prestigieux (A Casa à Cannes en 1998, Freedom à la Mostra de Venise en 2000, Seven Invisible Men au Festival de Cannes en 2005). Il a par ailleurs été membre du jury de la Mostra de Venise en 1998, et de nombreuses rétrospectives ont été organisées dans divers pays.
Il n'a été acteur que dans Pola X de Léos Carax. Comme le rôle de Leos Carax dans The House de Bartas, le rôle de Bartas dans Pola X de Carax est une interprétation de sa personnalité réelle: il apparaît en chef d'orchestre inquiétant, mi-gourou, mi chaman. 
En 2015-2016, Bartas fait partie du jury international du 6e Festival international du film d'Odessa et son œuvre fait l'objet de plusieurs rétrospectives (Rabat, etc.) En particulier, le Centre Pompidou propose une rétrospective intégrale de l’œuvre de Šarūnas Bartas, alors que sort en salle Peace to Us in Our Dreams, présenté à la Quinzaine des Réalisateurs du 68e Festival de Cannes. Le dossier de presse indique que le Centre Pompidou "invite le cinéaste lituanien Sharunas Bartas pour une première rétrospective exceptionnelle, du 5 février au 6 mars 2016. Rassemblant l’intégralité de sa production – longs et courts métrages parmi lesquels des inédits - la vingtaine de projections organisées permet d’entrer dans l’univers d’un des grands cinéastes contemporains au cours de récits arides et contemplatifs, tels Corridor, Few of Us, The House, Freedom ou Seven Invisible Men, sélectionnés dans les plus grands festivals de cinéma." Parmi les inédits dévoilés à l’occasion de ce cycle, le court métrage Où en êtes-vous, Sharunas Bartas?, commande du Centre Pompidou pour la collection éponyme, en association avec Arte France.
En 2016, une exposition photographique Few of them (Passage de Retz) complète cet hommage organisé par le Centre Pompidou. À cette occasion, les éditions Filigranes publient un livre de photographies du cinéaste. Il est accusé de violences et d'agressions sexuelles par deux femmes en 2017, sans que ces affirmations soient confirmées par la presse lituanienne,. La même année, le long métrage Frost est présenté au Festival de Cannes. Il met en scène l'actrice française Vanessa Paradis dans un film cruel salué par la critique,, le récit (d'inspiration documentaire) ayant pour décor le conflit ukrainien.
En janvier 2018, les films de Bartas ont fait l'objet d'une rétrospective intégrale à la Cinémathèque Française (organisée et présentée par Frédéric Bonnaud) pour rassembler l'oeuvre du cinéaste qui "tisse avec exigence une œuvre magnétique qui fait dialoguer visages et paysages. Représentant d'une veine cinématographique qui ne (se) met pas en mot, Bartas travaille en laborantin, avec une foi immense, à l'agencement des images et des sons – il est assurément l'un des grands cinéastes sonores."

### Interventions dans des événements publics
En 1999, le Parlement européen a demandé à Bartas de représenter la Lituanie pour le pont de l'Europe. Son texte "Le combat" est installé à demeure sur le parapet du pont.
En 2004, son film Children Lose Nothing représentait la Lituanie dans la série Visions of Europe initiée par Lars von Trier et Arte.
À l'occasion de la désignation de Vilnius comme capitale européenne de la culture en 2009, Sharunas Bartas a préparé un long-métrage historique intitulé Margiris. Ce projet ayant été abandonné, il a tourné en 2008 le long métrage Not Before, Not After, une coproduction franco-lituano-russe.

### Vie personnelle
Sa première épouse est l'actrice russe Ekaterina Golubeva (1966-2011, plus tard établie en France, compagne de Leos Carax, mère de sa fille Anastasija dite Nastya et suicidée à 44 ans) , avec laquelle il a une fille, l'actrice Ina Marija Bartaitė (1996-2021, décédée dans un accident de la route à 24 ans). Sa deuxième épouse est la violoniste Lora Kmieliauskaitė. 

## Caractéristiques du cinéma de Bartas
Difficile d'approche, il s'explique très rarement sur son travail. En 2010, les sociétés Era et Leitmotiv ont produit un documentaire réalisé par Guillaume Coudray, et les Films du Paradoxe ont édité plusieurs films de Sharunas Bartas. En 2016, les éditions De l'incidence et le Centre Pompidou ont fait paraître un livre dirigé par Robert Bonamy, Sharunas Bartas ou les hautes solitudes, regroupant les contributions d'une vingtaine de cinéastes et d'universitaires.
Parmi les grands cinéastes contemporains, il est sans doute un de ceux qui travaille le plus la frontière du documentaire et de la fiction. L'imbrication étroite entre documentaire et fiction s'estompe dans The House, « à moins de considérer que ce film relève d'une forme de documentaire qui ne s'en tiendrait pas au réel, mais au possible ».
Son cinéma fascine par la longueur de ses plans fixes, souvent liée à la contemplation des déserts. Elle s'offre comme une méditation sur la vacuité des rapports humains, souvent représentés entre des personnages silencieux et sans nom. « Il y a de l'acharnement chez Bartas, dans son utilisation du plan fixe, qui ne lui sert pas à violer l'intimité des gens qu'il filme, mais qu'il conçoit au contraire comme un espace de vie et de liberté pour ceux-ci » (Jérôme Lauté) Jusqu'à "Seven Invisible Men", les films de Bartas étaient essentiellement silencieux, les personnages n'échangeant quasiment aucune parole. Mais la bande son est remarquablement travaillée. L'artiste et cinéaste britannique Steve McQueen, qui a programmé les films de Bartas en Grande Bretagne, explique : « C'est presque comme avoir une conversation avec quelqu'un. C'est en temps réel, ça prend beaucoup de temps pour finir une phrase, mais une fois que vous passez par tout le processus, il y a un résultat, un véritable gain, et vous vous dites — Oui ! ». En termes de narration, « S. Bartas néglige l'anecdote pour se concentrer sur la matière du monde, c'est-à-dire les éléments bachelardiens (...) Univers magique, où rien ne vient distinguer l'humain de l'animal, l'animal du végétal ou même du minéral. Les règnes s'abolissent en se rejoignant. Tout semble fluide, traversé d'une seule énergie, d'une seule présence. On aborde là des contrées oniriques dont on ne saurait sous-estimer la puissance ». (Philippe Roger). On a souvent rapproché son travail de celui de Andreï Tarkovski et d'Alexandre Sokourov. Comme Béla Tarr, c'est un cinéaste « difficile » mais souvent considéré comme faisant partie de l'« avant-garde » du cinéma d'auteur, sujet d'étude pour la sémiologie et l'esthétique. Jean-Luc Godard a cité Corridor dans son Histoire(s) du cinéma.

## Filmographie

### Courts métrages
- 1986 : Tofolaria, documentaire
- 1990 : En mémoire d'un jour passé (In Memory of the Day Passed By ou Praejusios dienos atminimui), documentaire
- 2004 : « Children Lose Nothing », court métrage du film Visions of Europe[43]

### Longs métrages
- 1991 : Trois Jours (Trys dienos)
- 1994 : Corridor (Koridorius)
- 1996 : Few of Us
- 1997 : A Casa
- 2000 : Freedom
- 2005 : Seven Invisible Men
- 2010 : Indigène d'Eurasie (Eurazijos aborigenas/Eastern Drift)
- 2015 : Peace to Us in Our Dreams
- 2016 : I am Katya Golubeva, documentaire de Natalija Ju : lui-même
- 2017 : Frost (Gel)[44]
- 2019 : Au crépuscule (Sutemose)

### Documentaire
- 2010 : Sharunas Bartas, an Army of One de Guillaume Coudray

## Distinctions
- Prix du public à l'International Documentary Film Festival Amsterdam (IDFA, 1990 pour En mémoire d'un jour passé (Praėjusios dienos atminimui)
- prix FIPRESCI - Mention, prix du jury œcuménique et Special Mention au Festival de Berlin (Berlinale), 1992 pour Trois Jours (Trys dienos)
- prix FIPRESCI à la Viennale, 1995 pour Corridor (Koridorius)
- prix C.I.C.A.E. au Torino International Festival of Young Cinema, 1995 pour Corridor (Koridorius)
- prix CinemAvenire à la Mostra de Venise, 2000 pour Freedom